# 리틀 에바
리틀 에바(Little Eva, 본명:에바 나시서스 보이드, 1943년 6월 29일 ~ 2003년 4월 10일)는 미국의 리듬 앤 블루스 및 팝 가수이다. 생전 당시 당대 높은 유명 곡인 The Loco-Motion을 히트로 친 노래로 알려져 왔지만, 훗날 해당 곡은 뒤를 이어 1987년 카일리 미노그에 의해 리메이크 되었다. 또한 톰 아저씨의 오두막이라는 소설을 통해 예명으로 잘 알려져 왔으며, 그녀가 인터뷰를 통해 알려진 이름은 자신의 이모의 이름을 따왔다고 밝혔다. 주요 활동 기간을 보면 최초에는 1961년부터 1971년까지 10년 동안 활동하였고, 이후 'Loco-Motion'이라는 노래를 리메이크해준 카일리 미노그에 대한 보답과 더불어 인기에 힘입어 1987년부터 2001년까지 14년 동안 2단계 활동을 하고 가수 생활로 합산하여 24년 동안 노래와 연을 맺은 것으로 나왔다. 그리고 2001년 10월부터 급격히 악화되어 있는 자궁경부암으로 투병하다가 2003년 4월 10일자로 숨을 거둔 것으로 보인다.